# Кондратюк Ольга Миколаївна
Кондратюк Ольга Миколаївна — українська і радянська актриса.

## Біографія
У 1982 році закінчила Київський державний інститут театрального мистецтва ім. Карпенка-Карого (курс Ю. М. Мажуги).
З 1982 р. працює у київському театрі ім. І.Франка.
Член журі музичного міжнародного конкурсу «Солоспів» (музика в кіно).

## Ролі у театрі
- «Благочестива Марта»
- «Санітарний день»
- «Конотопська відьма»
- «Бунт жінок»
- «Фронт»
- «Камінний господар»
- «Енеїда»
- «Майстер і Маргарита»
- «Тев'є-Тевель» (за п'єсою Григорія Горіна, написаною за мотивами творів Шолом-Алейхема; режисери-постановники Сергій Данченко і Дмитро Чирипюк).[1]
- «Біла ворона»
- «Брате Чічіков» (п'єса Ніни Садур за поемою «Мертві душі» Миколи Гоголя, переклад на український Ростислава Коломійця; постановка Олександра Дзекуна). — Жінка Собакевича[3]
- «Шиндаї»
- «Ревізор» (за твором Миколи Гоголя; режисер-постановник Ігор Афанасьєв). — Жінка унтер-офіцера; Дівчина.[4]
- «Диво в лісі»
- «День народження кота Леопольда»
- «Хоробрий півник»
- «Людина з Ламанчі»
- «Дванадцять місяців»
- «Суєта»
- «Житейське море»
- «За двома зайцями»
- «Пігмаліон» (Бернард Шоу, переклад Миколи Павлова, музика Фредеріка Лоу; режисер-постановник Сергій Данченко). — Покоївка[5]
- «Сміх і сльози»
- «Острів скарбів»
- «Сто тисяч»
- «Приборкання норовливої»
- «Вій»
- «Ніч перед Різдвом»
- «Здавалося б одне лише слово…»
- «Кайдашева сім'я» (Іван Нечуй-Левицький; режисер-постановник Петро Ільченко). — Довбишка.[6]
- «…Я згадую… Амаркорд» (вистава Олени Сікорської и Олександра Білозуба; режисер-постановник Олександра Білозуба). — Валентина[7]
- «Едіт Піаф. Життя в кредит» (мюзікл Юрія Рибчинського i Вікторії Васалатій; режисер-постановник Ігор Афанасьєв). — Мати Едіт[8]
- «Скандальна пригода містера Кетла та місіс Мун» (Джон Бойнтон Прістлі, переклад з англійської Сергія Борщевського; режисер-постановник Юрій Одинокий). — Місіс Твіг (економка)[9]
- «Котигорошко. І покотилась горошина…» (Анатолій Навроцький, музика Івана Небесного; режисер-постановник Петро Ільченко). — Мати[10]
- «Ех, мушкетери, мушкетери…» (за п'єсою «Ваш назавжди» Євгена Євтушенка, музика Юрія Шевченка, переклад віршів Анатолія Навроцького, переклад Володимира Іконникова та Дмитра Чирипюка; режисер-постановник Петро Ільченко). — Товстуха[11]
- «Урус-Шайтан» (Ігор Афанасьєв; режисер-постановник Ігор Афанасьєв). — Мамелфа; Друга сусідка[12]

## Фільмографія

### Ролі у кіно
- 1982 — «Вир» (за однойменним романом Г.Тютюника — режисер С.Клименко) — Лукерка